# グスタヴァス・ハミルトン (第5代ボイン子爵)
第5代ボイン子爵グスタヴァス・ハミルトン（英語: Gustavus Hamilton, 5th Viscount Boyne、1749年12月20日 – 1816年2月29日）は、アイルランド王国出身の貴族、政治家。

## 生涯
第4代ボイン子爵リチャード・ハミルトンとジョージアナ・ベリー（Georgiana Bury、ウィリアム・ベリーの娘）の息子として、1749年12月20日に生まれた。
1773年4月1日、マーサ・マティルダ・サマーヴィル（Martha Matilda Somerville、1826年9月16日没、第2代準男爵サー・クエイル・サマーヴィルの娘）と結婚、2男2女をもうけた。
- グスタヴァス（1777年 – 1855年） - 第6代ボイン子爵
- リチャード・サマーヴィル（1778年6月1日 – ?） - 海軍軍人
- サラ（1849年没） - 1809年、ジョージ・マンク（George Monk）と結婚
- ジョージアナ - ヘンリー・ウッドゲート（Henry Woodgate）と結婚

1774年にミーズ県長官を務めた。
1789年7月30日に父が死去すると、ボイン子爵位を継承した。
1816年2月29日にハノーヴァー・スクエアで死去、息子グスタヴァスが爵位を継承した。